# كارول كومبز
كارول كومبز (بالإنجليزية: Carol Coombs)‏ هي ممثلة أمريكية، ولدت في 15 أكتوبر 1935 في تورونتو في كندا.

## وصلات خارجية
- كارول كومبز على موقع IMDb (الإنجليزية)
- كارول كومبز على موقع قاعدة بيانات الفيلم (الإنجليزية)